# Granulorsidis granulipennis
Granulorsidis granulipennis là một loài bọ cánh cứng trong họ Cerambycidae.